# Arrondissements de New York
Pour les articles homonymes, voir Borough.

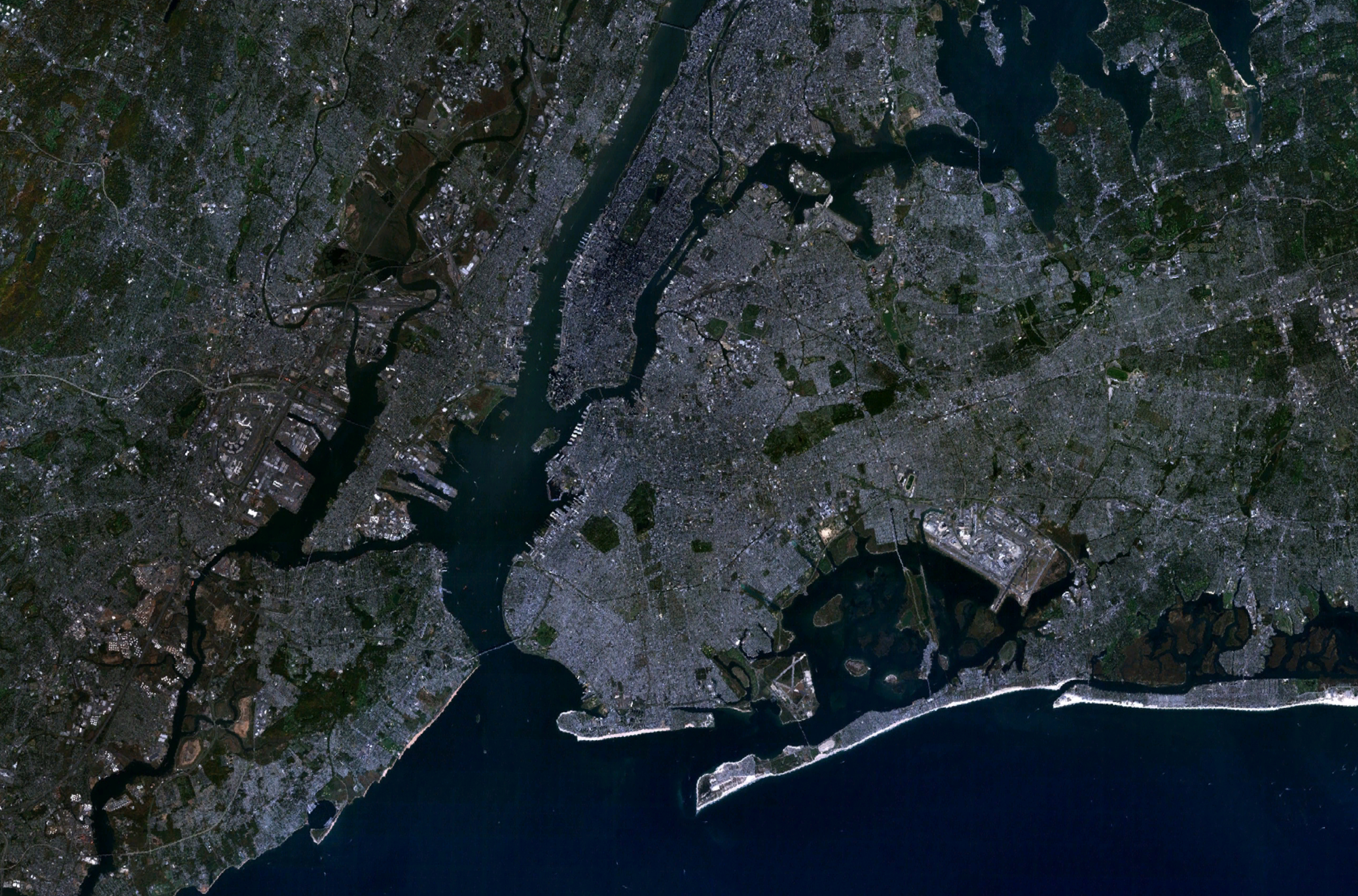
Image satellite de la ville de New York.

La ville de New York (en anglais : New York City), municipalité la plus peuplée des États-Unis, est divisée en cinq arrondissements (boroughs) qui constituent une forme de découpage administratif propre à la ville.
Le terme « arrondissement » est adopté pour chacune des cinq composantes qui se sont rejointes en 1898 pour former la ville moderne de New York. Le système d'arrondissements new-yorkais diffère considérablement des autres formes de boroughs utilisées dans certains États américains ou ailleurs, et ne sont autre qu'une subdivision de la ville de New York.

## Historique
Tous les arrondissements sont créés lors de la consolidation des limites actuelles de la ville de New York, lorsque cette dernière (composée seulement de Manhattan et du Bronx) annexe Brooklyn, Queens et Staten Island le 1er janvier 1898. Le territoire qui forme aujourd'hui l'arrondissement du Bronx fut cédé par le comté de Westchester en 1895 à la ville de New York (Manhattan) et faisait partie du comté de New York, jusqu'à ce que le comté du Bronx soit créé en 1914. L'arrondissement de Queens composait à l'origine la partie ouest du comté de Queens qui était alors beaucoup plus vaste, jusqu'à ce que les trois municipalités composant sa partie Est forment le comté de Nassau en 1899. L'arrondissement de Staten Island fut appelé « Richmond » jusqu'en 1975.

## Dénomination
La ville de New York est souvent appelée, en anglais, « the five boroughs » (les cinq arrondissements). Le terme est utilisé pour se référer à la ville de New York comme un tout sans ambiguïté, en évitant toute confusion avec les autres formes d'arrondissements de l'État. La dénomination est souvent utilisée par les politiciens pour contrer l'accent sur Manhattan et placer les cinq circonscriptions de la ville sur un pied d'égalité. Le terme « Outer Boroughs » se réfère à tous les arrondissements sauf Manhattan (bien que le centre géographique de la ville soit la frontière entre Brooklyn et Queens).
Contrairement à la plupart des villes américaines situées dans un seul comté ou qui s'étendent partiellement dans un autre comté, chacun des cinq arrondissements de New York coïncide avec un comté de l'État de New York, mais ces derniers ne fonctionnent pas comme des « comtés » à proprement parler. En effet, ils ne possèdent aucun gouvernement de comté (qui furent dissous en 1898 lors de la consolidation) et dépendent entièrement de l'administration municipale,. Aujourd'hui, les cinq comtés de la ville servent essentiellement de base pour les données statistiques et démographiques du bureau du recensement des États-Unis. La ville de New York est considérée comme le siège de ses cinq comtés.
L'expression « the sixth borough » (le sixième arrondissement) est utilisée pour décrire certains lieux comme une partie de New York en raison de leur localisation (continuité urbaine par exemple), de leur population, d'une affiliation particulière ou de leur caractère cosmopolite. Des villes (comme Jersey City et Yonkers) ou comtés de l'agglomération new-yorkaise sont parfois désignés par cette expression,,.

## Description

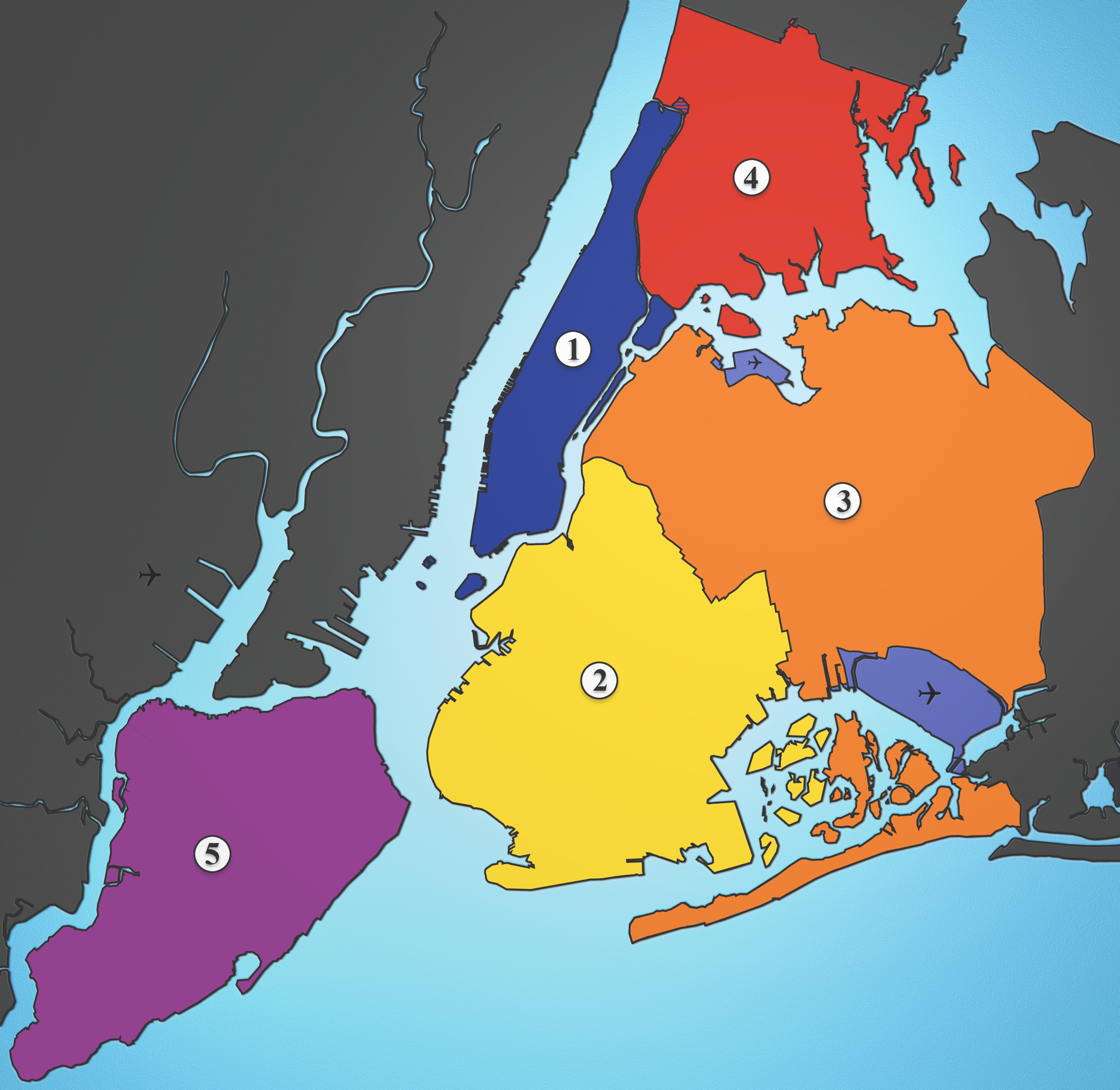
Les arrondissements de la ville de New York :
(1) Manhattan
(2) Brooklyn
(3) Queens
(4) Bronx
(5) Staten Island
Aéroports de JFK et de LaGuardia

- Manhattan (ou comté de New York) ; 1 664 727 habitants (2017). L'île de Manhattan correspond à l'arrondissement le plus riche de la ville de New York, et le plus densément peuplé, tout en étant le plus célèbre, puisque la plupart des bâtiments les plus fameux de la ville se trouvent à Manhattan. L'arrondissement se présente également comme une place financière d'importance mondiale, avec l'indice Dow Jones (NYSE) et le Nasdaq. Mais Manhattan est aussi un centre décisionnel majeur : il abrite le siège des Nations unies (ONU) et de nombreux sièges d'entreprises, ce qui en fait l'un des lieux de pouvoir les plus importants de la planète. Au niveau universitaire, Manhattan abrite l'université de New York, la prestigieuse université Columbia (appartenant à l'Ivy League) ou encore celle de Fordham. Manhattan est considéré comme le centre-ville de New York.

- Brooklyn (ou comté de Kings) ; 2 648 771 habitants (2017). Brooklyn est un quartier à tendance résidentielle et est l'arrondissement le plus peuplé de la ville. Il a longtemps été une ville indépendante, avant d’être rattaché à la ville de New York en 1898. L'équipe NBA des Nets de Brooklyn joue ses matches à domicile au Barclays Center.

- Le Queens (ou comté de Queens) ; 2 358 582 habitants (2017). Le Queens est un arrondissement à la fois résidentiel et industriel ; il est en outre le plus vaste de la ville de New York. Il est très ouvert sur l'extérieur, de par sa proximité avec les deux principaux aéroports de la ville, JFK et LaGuardia. Queens abrite également l'un des tournois de tennis majeurs de la saison, l'US Open. L’Unisphere (sphère en acier représentant la Terre), située dans le parc de Flushing Meadows, est d'ailleurs considérée comme le symbole du Queens, avec une idée d'ouverture sur le monde et d'universalité. L'équipe des Mets de New York joue ses matches dans le Citi Field, (autrefois le Shea Stadium), situé dans le quartier de Flushing.

- Le Bronx (ou comté du Bronx) ; 1 471 160 habitants (2017). Le Bronx a longtemps été considéré comme l'arrondissement pauvre de la ville de New York, mais depuis le milieu des années 1990, la politique de la ville a permis de rendre le Bronx beaucoup plus attrayant. Ce quartier est également considéré comme le berceau de la culture hip-hop, qui s'est répandue largement dans le monde, et comme un quartier qui accueille des minorités hispaniques et afro-américaines, contribuant à l'image de melting pot de la ville. Le Bronx abrite en outre le nouveau Fulton Fish Market, qui est l'un des principaux marchés aux produits maritimes de la côte est. L'équipe des Yankees de New York joue ses matches dans le Yankee Stadium, situé à la frontière entre Manhattan et le Bronx.

- Staten Island (ou comté de Richmond) ; 479 458 habitants (2017). Il est l'arrondissement le moins intégré à la ville de New York, ne serait-ce que par son éloignement géographique. Staten Island est relié à Brooklyn par le pont Verrazzano-Narrows, l'un des ponts suspendus les plus longs du monde. L'arrondissement de Staten Island reste un quartier à caractère résidentiel comptant de nombreux cours d'eau, parcs et espaces verts.

## Administration
Chaque arrondissement (borough) est représenté par un président d'arrondissement (Borough President). Il s'agit d'un poste représentatif aux pouvoirs très limités qui consiste essentiellement à conseiller le maire à propos des problèmes relatifs à un arrondissement en particulier, et à propos du budget. À l'exception de Manhattan, les arrondissements ont chacun un Borough Hall (qui ont les mêmes fonctions que le Manhattan Municipal Building).
Depuis l'abolition du conseil d'estimation en 1990 (en raison d'une décision de 1989 de la Cour suprême des États-Unis), le président d'arrondissement a des pouvoirs exécutifs très limités et il n'y a pas de fonction législative au sein d'un arrondissement. Le pouvoir exécutif à travers toute la ville est exercé par le maire de New York (Mayor of New York City) et les fonctions législatives, par les membres du conseil municipal de New York (New York City Council).

## Caractéristiques
| Arrondissements de New York |                   |                 |            |          |
| Juridiction                 | Juridiction       | Population      | Superficie | Densité  |
| Arrondissement              | Comté             | Estimation 2015 | km²        | hab./km² |
| Manhattan                   | New York          | 1 644 518       | 59         | 27 873   |
| Le Bronx                    | Bronx             | 1 455 444       | 109        | 13 353   |
| Brooklyn                    | Kings             | 2 636 735       | 183        | 14 408   |
| Queens                      | Queens            | 2 339 150       | 283        | 8 266    |
| Staten Island               | Richmond          | 474 558         | 151        | 3 143    |
| Ville de New York           | Ville de New York | 8 550 405       | 786        | 10 878   |
| État de New York            | État de New York  | 19 795 791      | 122 284    | 162      |

À travers les cinq arrondissements qui composent la ville, il y a des centaines de quartiers différents, dont plusieurs possèdent une histoire définissable et un caractère qui leur sont propres. Si les arrondissements étaient des villes, chacun serait parmi les 50 villes les plus peuplées des États-Unis (3. Brooklyn, 4. Queens, 5. Manhattan, 7. Le Bronx et 38. Staten Island).
Brooklyn est l'arrondissement le plus peuplé alors que Staten Island est le moins peuplé. Ce dernier a également la densité de population la plus faible tandis que Manhattan possède la densité la plus élevée des cinq arrondissements. Près de la moitié de la population de Queens est née à l'étranger. Le Bronx est le plus touché par la pauvreté, contrairement à Manhattan où le revenu moyen par habitant est le plus important de la ville de New York.